# Shoreline
Shoreline is een plaats in King County in de Amerikaanse staat Washington. De plaats telde in 2013 naar schatting 54.790 inwoners en heeft een oppervlakte van 30 km². Shoreline is een suburb van de stad Seattle, waaraan de plaats in het zuiden grenst. In het oosten grenst Shoreline aan Lake Forest Park en in het noorden aan Mountlake Terrace, Edmonds en Woodway. Ten westen van de plaats ligt de Puget Sound.
Shoreline wordt bewoond sinds 1890, toen Richmond Beach werd gesticht.

## Geschiedenis
In de omgeving van Shoreline woonden vanaf 2.000 v. Chr. indianen. In de plaats zelf is echter weinig bewijs gevonden van eventuele nederzettingen van de indianen. In de jaren 1880 werden er boerderijen in het huidige Shoreline gebouwd. De producten van de boeren werden met boten naar Seattle gebracht. In 1888 kwamen er in Shoreline meer mensen wonen door de komst van de Seattle, Lakeshore and Eastern Railway, maar de bevolking van het huidige grondgebied begon pas echt te groeien in 1890 en 1891, toen de Northern Pacific Railway door de plaats werd gebouwd. Er werden langs het spoor meerdere plaatsen gebouwd, waarvan Richmond Beach er een was. Deze plaats lag aan de kust van de Puget Sound in het grondgebied van het huidige Shoreline. De plaats was aantrekkelijk voor mensen die in Seattle werkten, maar buiten de stad wilden wonen. Ook werden er veel vakantiehuisjes voor rijkere mensen gebouwd.

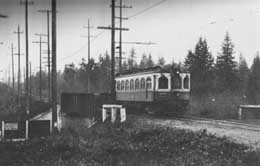
De Seattle-Everett Interurban

Naast dat er in Shoreline mensen woonden die in Seattle werkten, ontstond er ook veel werkgelegenheid in de plaats. Zo kwamen er veel zagerijen en werd er in 1907 een scheepswerf gebouwd. Een paar jaar later begon het bevolkingsaantal van Shoreline flink te groeien. Dit kwam onder andere door de aanleg van de Seattle-Everett Interurban, een voorstadspoorweg die door Shoreline liep, in 1906. Een paar jaar later in 1913 werd de North Trunk Road door de plaats aangelegd en in 1914 kwam er een buslijn naar Seattle. Rond deze tijd waren er in Shoreline twee basisscholen en verscheidene winkels. Ook was er een recreatiemeer, genaamd Echo Lake. Dit meer werd van 1916 tot 1966 als strand en in de winter als ijshockeyveld gebruikt. Om de uitbreiding van de plaats aan te kunnen werden kavels in de jaren 1910 in meerdere kavels verdeeld.
In de jaren 1930 stopte de grote bevolkingsgroei door de Grote Depressie. In 1939 werd de rails van de Seattle-Everett Interurban verkocht. Dit werd gedaan, omdat door de toename van het autogebruik de voorstadspoorweg minder werd gebruikt. Tijdens de Tweede Wereldoorlog werden grondstoffen gerantsoeneerd, waardoor de huizenbouw bijna helemaal stopte. Het enige grote gebouw dat werd gebouwd was een ziekenhuis. In de Tweede Wereldoorlog verscheen ook de naam "Shoreline" voor het eerst, maar werd toen echter alleen gebruikt als naam voor een schooldistrict, dat ongeveer dezelfde grenzen had als het huidige Shoreline. In de periode na de Tweede Wereldoorlog werden er veel huizen gebouwd. Dit waren vooral huizen voor families.
Op 21 april 1962, de openingsdag van de Wereldtentoonstelling in Seattle, stortte een Convair F-102 Delta Dagger neer in Shoreline. Dit vliegtuig hoorde bij een squadron dat tijdens de opening van de Space Needle overvloog. Het vliegtuig stortte neer op een huis in een woonwijk. De bewoners van dit huis waren op vakantie. Het vliegtuig schoot echter door en raakte een tweede huis. Beide bewoners waren op slag dood. Ook vijf andere huizen raakten beschadigd.
Shoreline werd op 31 augustus 1995 officieel erkend als city. Dit gebeurde na lokale verkiezingen, die op 20 september 1994 werden gehouden. Bij deze verkiezingen stemde ongeveer 75% van de mensen voor de erkenning als city. De erkenning hield onder andere in dat Shoreline een bestuur moest hebben.

### Uitbreiding
In 2011 maakte Shoreline bekend dat zij Point Wells wilden annexeren. Het 25 ha grote Point Wells ligt tegen de noordgrens van de plaats aan in Snohomish County. Op het gebied staan momenteel olietanks, maar het vastgoedbedrijf Blue Square Real Estate wil het gebied ombouwen tot een woonwijk. Point Wells behoort nog niet tot een plaats, maar als er mensen wonen, zouden zij genoodzaakt zijn gebruik te maken van de voorzieningen van Shoreline. Hierom wil Shoreline dat het bij de plaats hoort, zodat de toekomstige bewoners ook belasting voor deze voorzieningen moeten betalen. Blue Square Real Estate heeft aangegeven dat ze het fijn vinden dat Shoreline het gebied wil annexeren, maar er is tot op heden nog geen akkoord gesloten.

## Geografie
Shoreline ligt in het noordwesten van de Verenigde Staten in de staat Washington ten noorden van Seattle. Ten westen van de plaats ligt de Puget Sound. De kustlijn met deze zeearm is 5,5 kilometer lang. Door Shoreline stromen geen rivieren, maar wel twee kleine beekjes, die beide in de Puget Sound uitmonden. In Shoreline bevinden zich ook een aantal meertjes, waarvan Echo Lake de grootste is. De plaats ligt in een redelijk heuvelachtig gebied en met name de wijk The Highlands is erg heuvelachtig.
In Shoreline bevinden zich 35 parken, die een totale oppervlakte hebben van 1,6 km² (160 ha). Het grootste park van de plaats is het Hamlin Park met een oppervlakte van 30 ha en het kleinste park van Shoreline is Richmond Reserve met een oppervlakte van 0,05 ha (500 m²).
De oppervlakte van de plaats is 30,2 km².

### Wijken
Shoreline is verdeeld in veertien wijken. Deze wijken hebben elk twee vertegenwoordigers in een speciale wijkraad, de Council of Neighborhoods. De veertien wijken zijn:
- Ballinger
- Briarcrest
- Echo Lake
- Highland Terrace
- Hillwood
- Innis Arden
- Meridian Park
- North City
- Parkwood
- Richmond Beach
- Richmond Highlands
- Ridgecrest
- The Highlands
- Westminster Triangle[14]

### Klimaat
Shoreline heeft volgens de klimaatclassificatie van Köppen een gematigd mediterraan klimaat. Dit betekent warme zomers en milde winters en de meeste neerslag in de winter. De koudste maand is december met een gemiddelde temperatuur van 4,4 °C. De warmste maand is augustus met een gemiddelde temperatuur van 18 °C. November is de natste maand met een gemiddelde neerslag van 130 mm.
De winters in Shoreline zijn relatief mild met temperaturen van 4-8 °C. De neerslag is in de winter ook het meest en ligt tussen de 80 en 120 mm per maand. In de winter valt ook meestal sneeuw. Dit is gemiddeld 75 mm in de totale winter. De zomers in Shoreline zijn met temperaturen tussen de 15 en 18 °C veel warmer dan de winters. De zomers zijn ook droger met een neerslag van 20–50 mm per maand.
| Maand                          | jan  | feb  | mrt  | apr  | mei  | jun  | jul  | aug  | sep  | okt  | nov  | dec  | Jaar |
| ------------------------------ | ---- | ---- | ---- | ---- | ---- | ---- | ---- | ---- | ---- | ---- | ---- | ---- | ---- |
| Gemiddeld maximum (°C)         | 8,4  | 10,0 | 12,4 | 14,9 | 18,2 | 20,8 | 23,7 | 24,2 | 21,0 | 15,5 | 10,3 | 7,4  | 15,6 |
| Gemiddelde temperatuur (°C)    | 5,4  | 6,1  | 7,9  | 10,1 | 13,0 | 15,6 | 17,9 | 18,2 | 15,3 | 11,0 | 7,1  | 4,4  | 11,0 |
| Gemiddeld minimum (°C)         | 2,3  | 2,2  | 3,6  | 5,2  | 8,0  | 10,3 | 12,0 | 12,1 | 9,8  | 6,7  | 3,8  | 1,3  | 6,4  |
|                                |      |      |      |      |      |      |      |      |      |      |      |      |      |
| Neerslag (mm)                  | 101  | 76   | 79   | 61   | 56   | 46   | 23   | 23   | 36   | 76   | 130  | 117  | 824  |
| Relatieve luchtvochtigheid (%) | 87,4 | 87,4 | 78,3 | 80,9 | 84,3 | 73,5 | 79,1 | 73,8 | 69,0 | 85,2 | 83,3 | 84,0 | 80,5 |
| Bron:                          |      |      |      |      |      |      |      |      |      |      |      |      |      |

### Milieu
Het bestuur van Shoreline doet er veel aan om het milieu te verbeteren. Om de CO2-voetafdruk van de gemeente te verkleinen heeft de gemeente onder andere zonnepanelen op het dak van het stadhuis bevestigd, waardoor sinds het aanbrengen van de zonnepanelen in mei 2010 tot januari 2014 bijna 86.000 kWh is opgewekt. Om het elektriciteitsverbruik te verminderen heeft de gemeente ook een deel van de straatverlichting vervangen, waardoor 59% van de straatverlichting LED-verlichting is. Het totale verbruik in CO2e van de gemeente, dat door elektriciteit komt, is hierdoor tussen 2009 en 2012 met 11% gedaald. Het totale verbruik in CO2e van de gemeente, dat komt door aardgas, is tussen 2009 en 2012 gedaald met 3%. Daarentegen is het autoverbruik van de gemeente in CO2e in dezelfde periode gestegen met 0,03%. Om dit te verbeteren had de gemeente drie hybride auto's aangeschaft.
Het verbruik in CO2e van de bewoners en de bedrijven uit Shoreline, dat door elektriciteit komt, is tussen 2009 en 2011 gedaald met 15%. Het verbruik in CO2e van de bewoners en bedrijven, dat door aardgas komt, daalde met 3%. Het verbruik in CO2e van de bewoners en de bedrijven, dat door uitlaatgassen van auto's komt, steeg in diezelfde periode met 2,7%. Het aandeel van deze uitlaatgassen in de totale uitstoot van de bewoners en de bedrijven bedroeg 53% in 2012. Ook het verbruik in CO2e, dat door afval komt, steeg tussen 2009 en 2012, met in totaal 5%. Ondanks de stijging van de uitstoot door afval, werd er wel meer afval gerecycled en nam het aantal afval tussen in die periode met 4% af.

## Demografie
Shoreline telde op 1 juli 2013 naar schatting 54.790 inwoners en had een bevolkingsdichtheid van 1.800 inwoners per km².

### 2010 census
In 2010 telde Shoreline 53.007 inwoners, waarvan 25.803 mannen (48,68%) en 27.204 vrouwen (51,32%). Vergeleken met Seattle woonden er in de plaats meer personen onder 18 jaar (19,1%) en iets minder personen boven de 65 jaar (15,2%). 50% van de bevolking van Shoreline was jonger dan 42,1 jaar. De ruime meerderheid van de bewoners van de plaats was in 2010 blank (71,4%). Dit was iets meer dan in Seattle. Naast blanken woonden er in Shoreline ook redelijk veel Aziaten (15,2%) en Hispanics (6,6%). De plaats behoort ook tot de drie plekken in King County, waar de meeste Koreanen wonen. In totaal was 2,3% van de bevolking Koreaans. Tussen 2007 en 2011 had 1,9% van de bevolking van Shoreline de Nederlandse nationaliteit.

### 2007-2011 community survey
Tussen 2007 en 2011 telde Shoreline 21.405 huishoudens en bestond het gemiddelde huishouden uit 2,4 personen. 67,5% van de bevolking maakte deel uit van de beroepsbevolking en hiervan was 5,0% werkloos. De gemiddelde reistijd naar het werk bedroeg 27,6 minuten. Het gemiddelde inkomen was 34.884 dollar per hoofd van de beroepsbevolking. Van de huishoudens verdiende 4,4% een inkomen, dat lager lag dan de armoedegrens.
Er waren in Shoreline in totaal 22.401 woningen, waarvan 5,1% voor 1939 was gebouwd. Van de woningen in de plaats was 65,7% een koophuis en 34,3% een huurhuis. De mediaan van de huiswaardes in Shoreline was 364.200 dollar. In totaal was 3,4% van de huizen meer waard dan 1 miljoen dollar en 1,4% van de huizen minder waard dan 100.000 dollar.

## Economie
Shoreline is een slaapstad. Zo werkt meer dan 65% van de beroepsbevolking buiten Shoreline. In 2007 waren er in totaal er 4.729 bedrijven in Shoreline gevestigd met in totaal 12.598 werknemers. De grootste sector is de detailhandel met 2.769 werknemers. Een andere grote sector is de zorg met in totaal 4.826 werknemers.

## Politiek
| Bestedingen in 2014   | Bestedingen in 2014 | Bestedingen in 2014 |
| --------------------- | ------------------- | ------------------- |
|                       |                     |                     |
| Doel                  | Geld (in miljoenen) | Percentage          |
| Oppervlaktewaterfonds | $5,22               | 56%                 |
| Algemeen fonds        | $2,24               | 23%                 |
| Stratenfonds          | $1,95               | 21%                 |

Shoreline heeft sinds zijn erkenning in 1995 een eigen bestuur, bestaand uit een gemeenteraad en een burgemeester. Ook heeft de stad een procureur-generaal en een stadsmanager. Het bestuur van Shoreline regelt onder andere politie, het ruimen van sneeuw, milieuverbeteringen, wegenonderhoud en parkonderhoud. Het budget van het bestuur in 2014 wordt geschat op 9,41 miljoen dollar. Hiervan gaat 56% naar het oppervlaktewaterfonds, 23% naar het algemeen fonds en 21% naar het stratenfonds.

### Gemeenteraad
De gemeenteraad bestaat uit zeven leden, waaronder de burgemeester. De gemeenteraadsleden worden verkozen in tweejaarlijkse verkiezingen. Hierna kiest de gemeenteraad zelf de burgemeester en de vervangende burgemeester (de burgemeester en vervangende burgemeester zijn ook leden van de gemeenteraad). Sinds 2014 is de burgemeester Shari Winstead. De vervangende burgemeester is Chris Eggen en de andere gemeenteraadsleden zijn Will Hall, Doris McConnell, Keith McGlashan, Jesse Salomon en Christopher Roberts. De burgemeester die het langst zijn functie beoefende was Scott Jepsen, die in drie achtereenvolgende termijnen (zes jaar lang) burgemeester was.

### Andere functies
De procureur-generaal van Shoreline is Ian Sievers. Zijn taak is om advies te geven aan de gemeenteraad, de stadsbediende en de stadsmanager en om die bestuursorganen te vertegenwoordigen. De procureur-generaal zorgt er ook voor dat criminelen worden vervolgd. De stadsmanager is Debbie Tarry. Zij werd op 6 december 2013 aangewezen als stadsmanager. Haar taak is om besluiten van het bestuur uit te voeren en om de instanties van de stad te coördineren.

## Sport
In Shoreline bevindt zich één sportclub. Dit is de Seattle Golf Club, die sinds 1907 in de plaats is gevestigd. Er zijn verder in Shoreline ook enkele sportfaciliteiten. Zo zijn er in de plaats twee openbare zwembaden, een bowlingbaan en een fitnesscentrum.

## Onderwijs
In Shoreline bevinden zich 14 elementary schools, 8 middle schools, 3 highschools en 2 colleges. Van deze elementary schools zijn er zeven publiek. Op deze publieke elementary schools zitten in totaal 3100 leerlingen. Van de 8 middle schools zijn er drie publiek. Op twee van deze publieke middle schools zitten 1325 leerlingen. Twee van de highschools in Shoreline zijn publiek en deze publieke highschools tellen 3100 leerlingen. Op de private elementary schools, middle schools en highschools zitten in totaal 2300 leerlingen. De colleges in Shoreline tellen 6100 leerlingen. Ruim 6000 leerlingen hiervan zitten op het Shoreline Community College.

## Veiligheid

### Politie
Bij de politie van Shoreline werkten in 2012 52 fulltime werknemers en de politie kost de stad jaarlijks rond de 11 miljoen dollar. De politie is gemiddeld na 3,5 minuut ter plaatse bij een misdaad met hoge prioriteit. In 2011 werden er 33,6 misdaden klasse 1 gepleegd per 1000 inwoners. Dat is fors minder dan de 58,1 misdaden per 1000 inwoners in het naastgelegen Seattle, maar meer dan de 22,8 misdaden per 1000 inwoners in het naastgelegen Lake Forest Park. In 2012 werden er in Shoreline 3 moorden gepleegd, 23 mensen verkracht, 32 mensen zwaar mishandeld, 41 overvallen gepleegd, 18 branden gesticht, 418 inbraken gepleegd, 1123 diefstallen gepleegd, 111 auto's gestolen en 394 diefstallen uit auto's gepleegd. Van die cijfers waren de moorden vergeleken met andere jaren erg hoog; zo werd er van 2008 tot en met 2011 jaarlijks één moord gepleegd, maar in 2012 in totaal drie. Ook het aantal verkrachtingen neemt toe; zo werden er in 2008 in Shoreline 13 mensen verkracht en in 2012 in totaal 23. Het aantal autodiefstallen neemt echter wel af. In 2008 werden er 180 auto's gestolen en in 2012 111. De andere misdaden zijn tussen 2008 en 2012 relatief stabiel gebleven.

### Brandweer
Sinds 1939 heeft Shoreline zijn eigen brandweer en die brandweer heeft momenteel vijf vestigingen in de stad. Sinds 1977 doet de brandweer van Shoreline mee aan het in 1970 opgezette "Medic One Program". Door dat programma kunnen 29 fulltime brandweermannen ook medische hulp verrichten.

## Transport

### Spoorwegen
Door Shoreline loopt één spoorlijn, die langs de kust loopt. Die spoorlijn is in bezit van goederenvervoerder BNSF Railway, maar ook passagiervervoeders Amtrak en Sound Transit maken gebruik van deze spoorlijn. Er bevinden zich echter geen treinstations in Shoreline.

### Lightrail
Volgens planning zal de geplande lightrail van Sound Transit door Shoreline in 2023 openen en de start van de bouw is gepland in 2018. Het traject door Shoreline is onderdeel van de "Lynnwood Link Extension", lopend van Seattle naar Lynnwood. Deze uitbreiding zorgt voor twee lightrailstations in de stad, waarvan één op de grens tussen Seattle en Shoreline. Als deze uitbreiding af is, is Shoreline via de lightrail verbonden met Seattle, Bellevue, het hoofdkantoor van Microsoft in Redmond en Seattle-Tacoma International Airport.

### Bussen
Door Shoreline lopen 25 buslijnen, waaronder de op 15 februari 2014 geopende RapidRide-buslijn. Een RapidRide-buslijn is een buslijn, waar extra vaak bussen komen. Deze RapidRide-buslijn, lijn E, loopt van de in Shoreline gelegen wijk Echo Lake naar Downtown Seattle.
De buslijnen in Shoreline worden beheerd door King County Metro.

## Stedenband
- Boryeong (sinds 2003)[43]